# Claudio Romero
Claudio Romero Beltran (né le 10 juillet 2000 à Santiago) est un athlète chilien, spécialiste du lancer du disque.

## Carrière
Il remporte la médaille d’or lors des championnats du monde cadets 2017 à Nairobi.
Il remporte la médaille d’or lors des Championnats d'Amérique du Sud juniors 2019.
En décembre 2020 il dépasse la barre des 60 mètres et bat deux fois le record du Chili en lançant à 62,01 m puis à 64,24 m.
En 2021 il progresse avec 64,39 m à Charlottesville puis 65,78 m à Jacksonville sur le circuit universitaire américain.
En 2022 Claudio Romero porte son record à 67,02 m à l'occasion des Penn Relays de Philadelphie et se qualifie pour les championnats du monde, où il est éliminé en qualifications. En fin de saison il remporte le titre lors des Jeux sud-américains.
En 2023 il devient champion d'Amérique du Sud grâce à un lancer à 63,24 m à l'avant-dernier essai, devançant l'Équatorien Juan José Caicedo. Aux championnats du monde il en reste à 62,24 m en qualifications.
En 2024 il améliore son record en 67,29 m et réussit les minima pour les Jeux de Paris.

## Palmarès
| Date | Compétition                        | Lieu        | Résultat | Epreuve | Marque  |
| ---- | ---------------------------------- | ----------- | -------- | ------- | ------- |
| 2017 | Championnats du monde cadets       | Nairobi     | 4e       | Poids   | 19,22 m |
| 2017 | Championnats du monde cadets       | Nairobi     | 1er      | Disque  | 64,33 m |
| 2017 | Championnats panaméricains juniors | Trujillo    | 9e       | Poids   | 16,38 m |
| 2017 | Championnats panaméricains juniors | Trujillo    | 1er      | Disque  | 62,09 m |
| 2017 | Jeux Bolivariens                   | Santa Marta | 3e       | Disque  | 53,42 m |
| 2018 | Championnats du monde juniors      | Tampere     | 3e       | Disque  | 60,81 m |
| 2022 | Jeux sud-américains                | Asuncion    | 1er      | Disque  | 64,99 m |
| 2023 | Championnats d'Amérique du Sud     | São Paulo   | 2e       | Disque  | 63,24 m |

## Records
| Épreuve          | Marque       | Lieu        | Date          |
| ---------------- | ------------ | ----------- | ------------- |
| Lancer du disque | 67,29 m (NR) | Baton Rouge | 20 avril 2024 |